# Camanche North Shore (Kalifornija)
Camanche North Shore je naseljeno područje za statističke svrhe u američkoj saveznoj državi Kalifornija. Prema popisu stanovništva iz 2010. u njemu je živjelo 979 stanovnika.